# Domenico Pinelli
Cet article possède un paronyme, voir Domenico Spinelli.
Domenico Pinelli, seniore  (né à Gênes,  Italie, alors dans la république de Gênes, le 21 octobre 1541, et mort à Rome le 9 août 1611) est un cardinal italien du XVIe siècle et du début du XVIIe siècle.

## Repères biographiques
Domenico Pinelli étudie à l'université de Padoue et y est professeur. Il se rend à Rome et devient référendaire au tribunal suprême de la Signature apostolique, correttore delle lettere, un des réformateurs des tribunaux de Rome, lieutenant civil auditeur et clerc à la chambre apostolique. En 1577 il est nommé évêque de Fermo.
Pinelli  est créé cardinal par le pape Sixte V lors du consistoire du 18 décembre 1585. Le cardinal Patrucci est archiprêtre de la basilique du Latran, légat en Romagne, legate delle pontificie galee et légat en Pérouse et Ombrie. En 1599-1600 il est Camerlingue du Sacré Collège. Pinelli est sous-doyen du collège des cardinaux et dans l'absence du cardinal Pietro Aldobrandini, il fonctionne comme  pro-pénitencier et pro-préfet du tribunal suprême de la Signature apostolique. En 1607 enfin il est nommé doyen du collège des cardinaux.
Il participe aux conclaves de 1590 (élection de Urbain VII et Grégoire XIV) et aux conclaves de 1591 (élection d'Innocent IX), de 1592 (élection de Clément VIII) et de 1605 (élection de Léon XI) .